# Cardiophorus gracilis
Cardiophorus gracilis là một loài bọ cánh cứng trong họ Elateridae. Loài này được Wollaston miêu tả khoa học năm 1864.